# Szaruhártya

A szem vázlatos metszete

A szaruhártya (cornea) a szemgolyó külső védőburkolatának az elülső, áttetsző része. Görbületének a mértéke, egyénenként és az életkorral változik (fiatalkorban nagyobb, mint az öreg szemben). Görbületének a függőleges és a vízszintes irányban való egyenetlenségét asztigmatizmusnak nevezik (ilyenkor a függőleges és vízszintes vonalak nem ugyanabban a pontban fókuszálódnak).
Fontos szerepe van a szembe belépő fény törésében, amely nagyjából az ideghártyára vetül úgy, hogy a szemlencsének csak a finom beállítást kell elvégeznie. A felnőtteknél nincs benne vérér (az oldalsó részeket kivéve), ami megmagyarázza, hogy a szaruhártya miért mentesül a kilökődési reakció alól átültetésnél. Az oxigént közvetlenül a levegőből nyeri.

## Felépítése
A szaruhártya áttetsző, a széli részein 0,8-0,9 mm, míg a középső részen 0,5-0,6 mm vastagságú szövet.
A szaruhártya 6 rétegből áll, melyek – kívülről befelé haladva – a következők:
- Epithelium
- Bowman-hártya (anterior elastic lamina)
- Szaruhártya-stróma (substantia propria)
- Dua-hártya
- Descemet-membrán (posterior elastic lamina)
- Endothelium

1. Az epithelium három anatómiailag különböző részből áll.
  - A legkülső réteg, a felszíni epithelsejtek citoplazmatikus kitüremkedéseket tartalmaznak, melyek felszínét a könnyréteg simítja.
  - Közvetlen az epithelsejtek felszíne alatt egy specializált szárnyas-sejt populáció található. Itt fut a Nervus ophthalmicus, az V. agyideg első ága, mely a corneát idegzi be.
  - A szárnyas-sejtek körül és mögött húzódik az alap sejtréteg (bázissejt-réteg). A bázisrétegben képződnek a vándorsejtek, melyek a felszíni epithelsejteket helyettesítik azok kopása vagy sérülése esetén.
2. A Bowman-membrán egy 8-14 mikron vastag bázismembrán, mely nem sejtekből áll, és az epitheliumot védi és erősíti. Benne kollagén rostok helyezkednek el, melyek csatornákat képeznek, így a szaruhártya-idegek keresztülfuthatnak a szöveten. Ennek a rétegnek rendszertelen szerkezete nyújt védelmet a behatoló sérülésekkel szemben.
3. A szaruhártya-stróma alkotja a cornea legnagyobb részét, teljes vastagságának kb. 90%-át teszi ki, a közepén kb. 500µm vastag. A stróma biztosítja a cornea formáját és stabilitását. A strómát alkotó kollagén rostoknak ugyanakkora átmérője és egymás közti távolsága (21-65 nanométer), valamint szabályszerű elrendeződése van (kb. 200 db 2 mikron vastagságú lemez), ezáltal a stróma áttetsző marad. A strómarostok között található egy réteg glükózaminoglikán, mely 3:1 arányban keratin-szulfátot és chondroitint tartalmaz. Ezek alatt az alábbiak találhatók:
  - Fibrociták (a kollagén rostokat termelik)
  - Limfociták (felismerik az idegen testeket, melyek makrofágoktól származnak, és limfokinek felszabadulását okozzák)
  - Makrofágok (idegen anyagokat vesznek fel, és a fehérjéket a felszínükre juttatják)
  - Monociták (a véráramból a szövetbe vándorolnak, és ott makrofágokká alakulnak)
  - Neutrofil granulociták (felismerik az idegen anyagokat, felfalják a mikroorganizmusokat, és beindítják az immunvédekezést)
  - Valamint szaruhártya-idegek.
4. a Dua-hártya: 15 mikron széles réteg. 2013-ban fedezték fel.
5. A Descemet-membrán az endothelsejtek bázismembránja, mely szintén szabályszerűen elrendezett kollagénrost-rétegekből áll. A Descement-membrán 8-10µm vastag és 55%-os víztartalmú. Feladata az endothelium támasztása.
6. Az endothelium 4-500.000, 15-30µm átmérőjű sejtből áll, és 4µm vastag. Az endothelsejtek kivonják a fölösleges folyadékot a szövetből és elősegítik a szaruhártya normál hidratációjának fenntartását (78%-os víztartalom).